# Prästholmsselet
Prästholmsselet är en sjö i Luleå kommun i Norrbotten och ingår i Råneälvens huvudavrinningsområde. Sjön har en area på 0,549 kvadratkilometer och ligger 8 meter över havet. Prästholmsselet ligger i Råneälven Natura 2000-område. Sjön avvattnas av vattendraget Råneälven.

## Delavrinningsområde
Prästholmsselet ingår i det delavrinningsområde (732715-179034) som SMHI kallar för Utloppet av Prästholmsselet. Medelhöjden är 29 meter över havet och ytan är 2,94 kvadratkilometer. Räknas de 257 avrinningsområdena uppströms in blir den ackumulerade arean 4 160,85 kvadratkilometer. Avrinningsområdets utflöde Råneälven mynnar i havet. Avrinningsområdet består mestadels av skog (40 procent), öppen mark (16 procent) och jordbruk (20 procent). Avrinningsområdet har 0,55 kvadratkilometer vattenytor vilket ger det en sjöprocent på 18,6 procent.